# Resta in ascolto
A Resta in ascolto (magyarul: Maradj csendben) Laura Pausini stúdióalbuma, ami 2004-ben jelent meg. 2005 novemberében a spanyol nyelvű változat sikere révén, Latin Grammy-díjat és 2006 februárjában a Grammy-díjat kapott, a legjobb latin pop album női előadótól kategóriában.

## Dallista
- La Prospettiva Di Me/Mi Perspectiva
- Vivimi/Vivéme
- Resta in ascolto/Escucha atento (Hallgass el)
- Il Tuo Nome in Maiuscolo/Tu Nombre En Mayusculas
- Benedetta Passione/Bendecida Pasión (Áldott szenvedély)
- Come Se Non Fosse Stato Mai Amore/Como Si No Nos Hubieramos Amado
- Così Importante/Tan Importante (Ilyen fontos)
- Parlami/Hablame
- Dove L'Aria E Polvere/Donde El Aire Es Cenizas
- Amare Veramente/Amar Completamente
- Mi Abbandono A Te/Me Abandono A Ti